# Rhinella arunco
Rhinella arunco är en groddjursart som först beskrevs av Molina 1782.  Rhinella arunco ingår i släktet Rhinella och familjen paddor. IUCN kategoriserar arten globalt som livskraftig. Inga underarter finns listade i Catalogue of Life.